# Wilhelm Unger (Autor)
Wilhelm Unger (* 4. Juni 1904 in Hohensalza, Deutsches Reich; † 20. Dezember 1985 in Köln) war ein deutscher Autor, Journalist und Theaterkritiker.

## Leben
Wilhelm Unger stammte aus einer jüdischen Familie. Sein Vater war der Arzt Samuel Unger, seine Mutter die aus Russland stammende Flora Bottstein. Er hatte vier Schwestern und den Bruder Alfred H. Unger. 1904 übersiedelte die Familie in die Heinsbergstraße in Köln. Unger absolvierte eine Buchhändlerlehre und studierte in Köln und Bonn Germanistik, Philosophie und Psychologie. Anschließend war er für die Kölnische Zeitung und den Westdeutschen Rundfunk tätig. 1929 erschien sein erstes Buch, Beethovens Vermächtnis, das 1933 der Bücherverbrennung zum Opfer fiel.
Als am 15. März 1939 der deutsche Einmarsch in Prag gemeldet wurde, floh Wilhelm Unger nach England, wo sein älterer Bruder Alfred bereits seit zwei Jahren lebte. Seine Schwestern Ella und Grete wurden im KZ ermordet, während die Eltern das KZ Theresienstadt überlebten. Nach Ausbruch des Zweiten Weltkriegs wurde Unger im Sommer 1940 zusammen mit etwa 3000 weiteren Emigranten als Enemy Alien per Schiff nach Australien deportiert. Anderthalb Jahre später kehrte er nach London zurück und arbeitete bis zum Ende des Krieges in der Kulturabteilung der BBC. 
Zusammen mit H. G. Adler baute er auf Betreiben westdeutscher Verleger, angeregt durch Ricarda Huch, Günther Weisenborn und Erich Kästner, im Nachkriegs-London eine deutsche Bibliothek auf. 1947 reiste Unger im Auftrag der britischen Control Commission nach Deutschland, wo er am Ersten Deutschen Schriftstellerkongress der Nachkriegszeit vom 4. bis 8. Oktober teilnahm. Der P.E.N. International hatte ihn mit der Aufgabe betraut, zwanzig unbelastete deutsche Schriftsteller von nationalem Rang für die Gründung eines neuen, deutschen P.E.N. zu finden.
Im Dezember 1956 kehrte Wilhelm Unger nach Köln zurück, wo er im Feuilleton des Kölner Stadt-Anzeiger sowie für den Westdeutschen Rundfunk, die Deutsche Welle und die Allgemeine Wochenzeitung der Juden in Deutschland (heute Jüdische Allgemeine) arbeitete. Als Feuilletonist und Theaterkritiker nutzte er seinen Einfluss, um junge Theatertalente zu unterstützen, unter anderen Peter Zadek und Jürgen Flimm.
Unger war, zusammen mit Heinrich Böll und Paul Schallück, einer der Gründer der Kölnischen Gesellschaft für Christlich-Jüdische Zusammenarbeit (1958) und der Bibliothek Germania Judaica (1959).

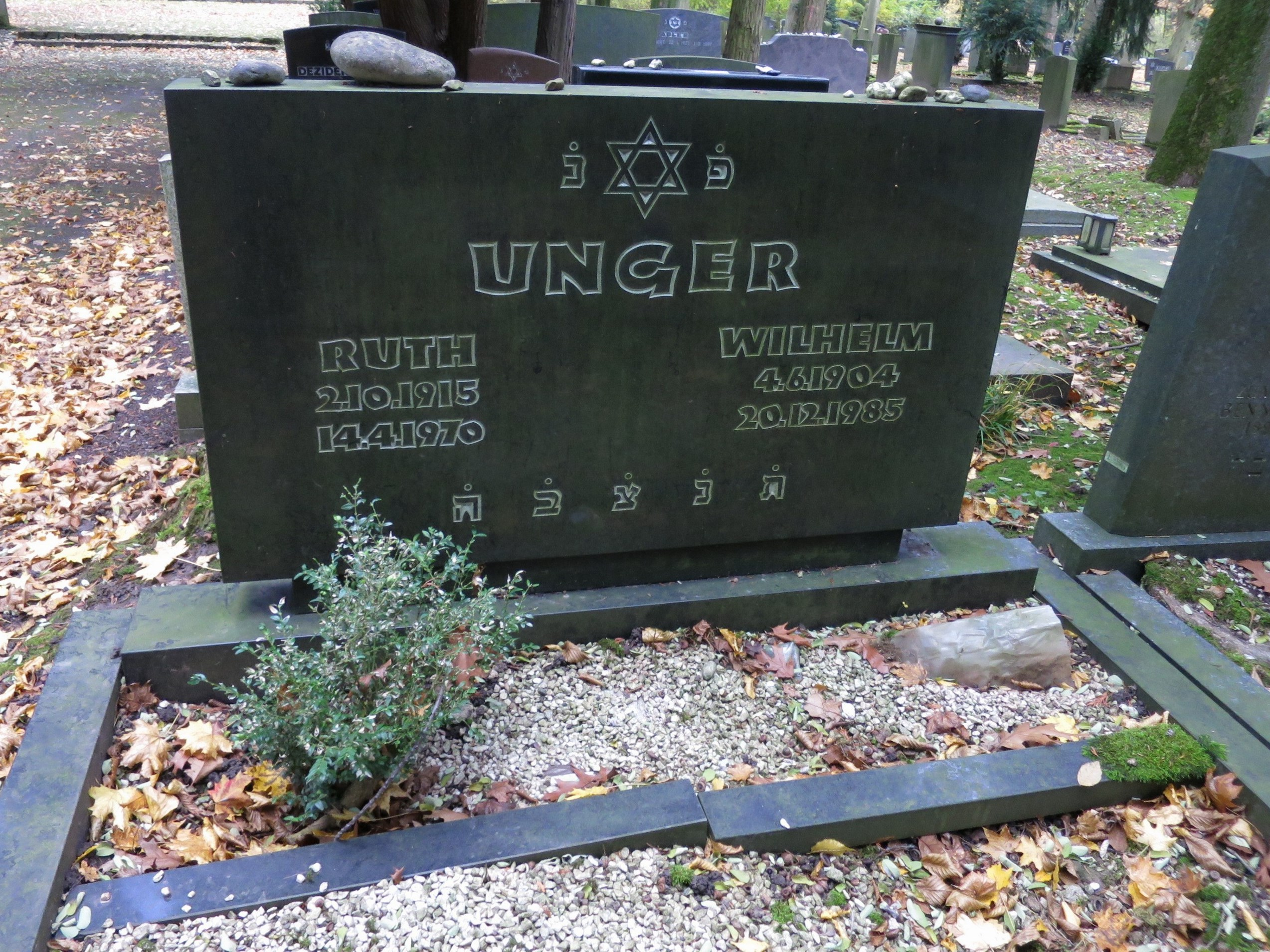
Grab: Wilhelm Unger

Wilhelm Unger starb am 20. Dezember 1985 in Köln. Er wurde beerdigt auf dem Jüdischen Friedhof Köln-Bocklemünd (Flur 10 Nr. 55/56). Ungers Bibliothek hat 1999 im Salomon Ludwig Steinheim-Institut einen Platz für die Forschung gefunden.

## Schriften
- Beethovens Vermächtnis. Sieger-Verlag, Köln 1929.
- Taschen-Lexikon der Astrologie. Theodor Hoock Verlag, Köln 1934.
- The Goethe-Year: 1749–1949. Maxson & Co., London 1952.
- Zur Weihe der wiederhergestellten Synagoge Roonstrasse und des jüdischen Kulturzentrums in Köln. Synagogen-Gemeinde, Köln 1959.
- Wofür ist das ein Zeichen? Auswahl aus veröffentlichten und unveröffentlichten Werken des Kritikers und Autors. Hrsg. von Meret Meyer. DuMont, Köln 1984, ISBN 3-7701-1635-6.

## Auszeichnungen
- Großes Bundesverdienstkreuz, 1969
- Silbernes Blatt der Dramatiker Union, 1981